# Helia subnigra
Helia subnigra là một loài bướm đêm trong họ Erebidae.